# 부라크 이을마즈
부라크 이을마즈(튀르키예어: Burak Yılmaz, 1985년 7월 15일 안탈리아 ~ )는 튀르키예의 전 축구 선수이자 현 축구 지도자로 현역 시절 스트라이커로 활약한 뒤 은퇴 후 현재 카슴파샤 SK의 감독을 맡고 있으며 한때 베식타시 JK의 골키퍼였던 피크렛 이을마즈의 아들이다.

## 클럽 경력

### 튀르키예 리그 1기
1994년 고향팀인 안탈리아스포르 유소년팀에서 처음 축구를 시작한 뒤 2002년 안탈리아스포르 성인팀 입단을 통해 프로에 입문했고 2005-06 시즌 2부 리그에서 24경기 9골을 터뜨리며 리그 준우승 및 쉬페르리그 승격에 이바지했다.
그 후 2006-07 시즌을 앞두고 아버지가 과거에 골키퍼로 활약했던 베식타시 JK로 이적하여 2007-08 시즌 중반까지 55경기 7골을 기록하며 팀의 2006-07 리그 준우승, 튀르키예 쉬페르 쿠파 우승 등에 일조했고 2009-10 시즌부터 2011-12 시즌까지 트라브존스포르 소속으로 공식전 94경기 59골을 터뜨리며 2009-10 튀르키예 쉬페르 쿠파 우승, 2010-11 리그 준우승, 2011-12 리그 3위의 성적에 기여했으며 특히 2011-12 시즌에서 리그 31경기에서 33골을 터뜨리며 득점왕에 오르는 등 기량이 만개하는 모습을 보여주었다.
2011-12 시즌 종료 후 갈라타사라이 SK로 이적하여 2015-16 시즌까지 141경기 82골을 터뜨리면서 리그 2회 우승(2012-13, 2014-15) 및 1회 준우승(2013-14), 튀르키예 쉬페르 쿠파 3연패(2013-14, 2014-15, 2015-16), 튀르키예 쿠파스 3회 우승(2013, 2015, 2016) 및 1회 준우승(2014) 등에 공헌했고 2012-13년 UEFA 챔피언스리그에서는 무려 8골로 득점 랭킹 3위에 오르며 팀의 8강 진출을 이끌었으며 2012-13 리그에서는 무려 24골을 터뜨리며 전 시즌에 이어 2회 연속 리그 득점왕에 등극했다.

### 중국 리그
2015-16 시즌을 마친 뒤 중국 슈퍼리그의 베이징 궈안으로 트레이드되며 데뷔 후 처음으로 아시아 무대를 밟았고 2017 시즌까지 공식전 31경기 19골을 터뜨렸고 특히 중국 슈퍼리그 2016에서는 11골을 터뜨리며 득점 랭킹 공동 7위에 랭크되는 기염을 토했다.

### 튀르키예 리그 2기
2시즌간의 베이징 생활을 마친 후 친정팀인 트라브존스포르로 복귀하여 2017-18 시즌 리그 25경기에서 23골의 폭발적인 득점력으로 득점 랭킹 2위에 이름을 올리며 팀을 리그 5위로 견인했고 차기 시즌인 2018-19 시즌에서도 7경기 5골을 터뜨리며 활약하던 도중 베식타시 JK로 이적한 뒤 15경기 11골의 매서운 득점력을 과시하며 베식타시의 리그 3위를 이끌어내는 등 리그 22경기 16골·득점 랭킹 공동 3위로 2018-19 시즌을 마무리했다.

### 프랑스 & 네덜란드 리그
2019-20 시즌에서도 베식타시 소속으로 공식전 26경기 14골의 기록으로 팀을 2회 연속 리그 3위에 올려놓은 뒤 2020-21 시즌을 앞두고 베식타시를 떠나 프랑스 리그앙의 릴 OSC로 트레이드되어 이적 후 첫 시즌인 2020-21 시즌에서 33경기 18골을 터뜨리며 릴의 10년만의 리그 우승, 2021년 트로페 데 샹피옹 우승 등에 공헌했다.
그 후 2021-22 시즌에서도 공식전 40경기 7골을 기록하며 2021-22년 UEFA 챔피언스리그 16강 진출을 이끌었으며 현역 마지막 시즌인 2022-23 시즌에는 네덜란드 에레디비시의 포르튀나 시타르트 소속으로 27경기 9골을 터뜨리며 노익장을 과시한 뒤 2022-23 시즌을 끝으로 프로 통산 613경기 283골의 기록을 남기고 21년간의 현역 생활을 마감했다.

## 국가대표팀 경력

### 튀르키예 청소년 대표팀
튀르키예 U-19 대표팀 소속으로 2004년 UEFA 유러피언 U-19 챔피언십에 출전하여 팀의 11년만의 결승 진출 및 준우승, 2005년 FIFA 세계 청소년 축구 선수권 대회 16강 진출 등의 성과를 남겼다.

### 튀르키예 A대표팀
2006년 4월 12일 아제르바이잔과의 친선 경기(1-1 무)에서 튀르키예 성인대표팀에서의 국제 A매치 첫 경기를 치렀고 2011년 6월 3일 벨기에와의 UEFA 유로 2012 예선 A조 6차전에서 데뷔 5년만에 A매치 데뷔골을 터뜨렸다.
이후 2014년 FIFA 월드컵 유럽 지역 예선에서 5골을 터뜨리며 분전했음에도 팀이 D조 4위로 본선 진출에 실패하며 이 활약은 빛이 바래졌지만 UEFA 유로 2016 예선에서 3골을 터뜨리며 8년만의 유로 대회 본선 진출을 이끈 뒤 체코와의 D조 조별리그 최종전에서 선제골이자 결승골을 터뜨리며 팀의 2-0 완승에 앞장섰다.
그리고 2021년 3월 24일 네덜란드와의 2022년 FIFA 월드컵 유럽 지역 예선 G조 첫 경기에서 해트트릭을 기록하는 등 예선에서만 무려 5골을 터뜨리며 팀의 플레이오프 진출에 공헌했고 2022년 3월 25일 포르투갈과의 C조 플레이오프 1라운드에서도 0-2로 끌려가던 후반 20분 만회골을 터뜨렸으나 후반 40분경에 얻어낸 페널티킥에서 결정적인 실축을 저지르면서 동점의 기회를 놓쳤고 결국 팀도 1-3으로 무릎을 꿇으며 20년만의 본선 진출이 좌절되는 아픔을 겪었으며 이 경기 직후 대표팀 은퇴를 공식 선언했다.

## 지도자 경력

### 베식타시 JK
현역 은퇴 후 2023년 7월 1일 친정팀인 베식타시 JK의 코치로 부임하며 본격적으로 지도자 커리어를 시작한 후 3개월 뒤인 10월 10일 FC 루가노와의 2023-24년 UEFA 유로파컨퍼런스리그 D조 조별리그 2차전에서 2-3의 석패를 당한 후 자진 사임한 세뇰 귀네슈 감독을 대신해 감독 대행을 맡아 보되/글림트와의 2023-24년 UEFA 유로파컨퍼런스리그 D조 조별리그 2경기(3차전, 4차전)에 연속 출전하는 등 공식전 8경기에서 4승 4패·5할의 승률을 기록했다.

### 카이세리스포르
2023-24 시즌이 진행 중이던 2024년 1월 27일 카이세리스포르의 사령탑으로 부임했다.

## 수상

### 클럽
안탈리아스포르
- TFF 1. 리그 : 준우승 (2005-06)

베식타시 JK
- 쉬페르리그 : 준우승 (2006-07), 3위 (2018-19)
- 튀르키예 쉬페르 쿠파 : 우승 (2006-07)

트라브존스포르
- 쉬페르리그 : 준우승 (2010-11), 3위 (2011-12)
- 튀르키예 쉬페르 쿠파 : 우승 (2009-10)

갈라타사라이 SK
- 쉬페르리그 : 우승 (2012-13, 2014-15), 준우승 (2013-14)
- 튀르키예 쉬페르 쿠파 : 우승 (2013-14, 2014-15, 2015-16)
- 튀르키예 쿠파스 : 우승 (2013, 2015, 2016), 준우승 (2014)

 릴 OSC
- 리그 1 : 우승 (2020-21)
- 트로페 데 샹피옹 : 우승 (2021)

### 국가대표팀
튀르키예 U-19
- UEFA 유러피언 U-19 챔피언십 : 준우승 (2004)

### 개인
- 쉬페르리그 득점왕 : 2011-12 (33골), 2012-13 (24골)
- UNFP 선정 이달의 선수 : 2021년 4월
- 리그 1 올해의 골 : 2020-21
- 릴 OSC 올해의 선수 : 2020-21
- UEFA 유로 2016 맨 오브 더 매치 : vs. 체코 (조별리그)